# Jajpur
Jajpur (o Jajapur) és una ciutat i municipalitat, capital del districte de Jajpur a l'Índia, estat d'Orissa. És popularment coneguda com a "Casa de Biraja" (Biraja Khetra, Biraja és una deessa); És a la riba del Baitarani. Segons el cens del 2001 la població és de 32.209.

## Història
Fou capital d'Orissa durant la dinastia Kesari, després substituïda per la ciutat de Cuttack. Va quedar destruïda al segle XVi per les lluites entre els reis d'Orissa i els musulmans. La mesquita musulmana fou construïda per Nawab Abu Nasir al segle xvii. Sota els britànics fou part del districte de Cuttack dins la presidència de Bengala. La municipalitat es va formar el 1869. El 1901 tenia 12.111 habitants.